# Grumman Gulfstream I
«Груммэн Гольфстрим I» (англ. Grumman Gulfstream I, внутреннее обозначение производителя — G-159) — турбовинтовой двухмоторный самолёт бизнес-класса, разработанный компанией Гольфстрим аэроспейс Корпорейшн.  Опытный экземпляр совершил первый полёт 14 августа 1958 года.

## Разработка
После первого отказа от идеи дальнейшего развития самолёта Grumman Widgeon, компания Gulfstream приняла решение о создании нового турбовинтового самолёта на базе палубного Grumman TF-1 Trader.  Позднее выяснилось, что спрос на самолёты-амфибии низок и от этой идеи пришлось отказаться. Им был нужен совершенно новый дизайн с низким крылом. Команда под руководством инженера Верни Гарримана создала самолёт, оснащённый турбовинтовыми двигателями, герметичной кабиной, позволявшей стоять в полный рост. В июне 1957 года проект G-159 был завершён. G-159 получил название Gulfstream, и 14 августа 1958 года самолёт совершил первый полёт из Бетпейджа , штат Нью-Йорк. Но из-за отказа электросистемы самолёт приземлился через три с половиной минуты после взлёта. В июне 1959 года первый серийный самолёт поступил заказчику.
Gulfstream I приводится в действие двумя турбовинтовыми двигателями Rolls-Royce Dart. Салон рассчитан на размещение до двадцати четырёх пассажиров.
Были разработаны различные модификации самолёта, в том числе военная версия C-4 Academe, TC-4 с дополнительными приборами и навигацией, VC-4A для Береговой охраной США, а также удлинённая модель G.159C, способная вместить до 38 пассажиров.
Серийное производство Gulfstream продолжалось до августа 1969 года.

## Эксплуатанты

### Военные эксплуатанты

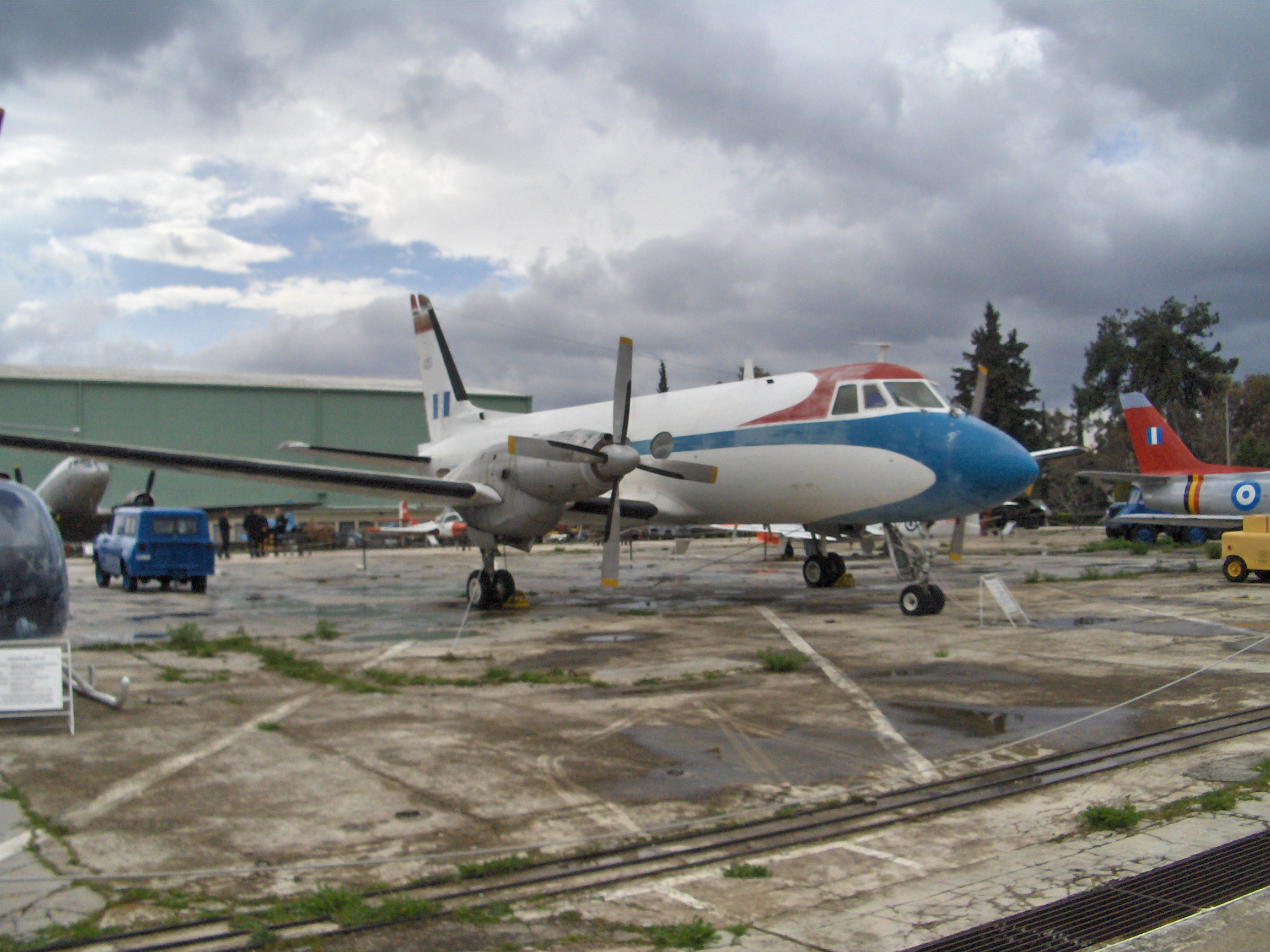
Gulfstream I Военно-воздушных сил Греции

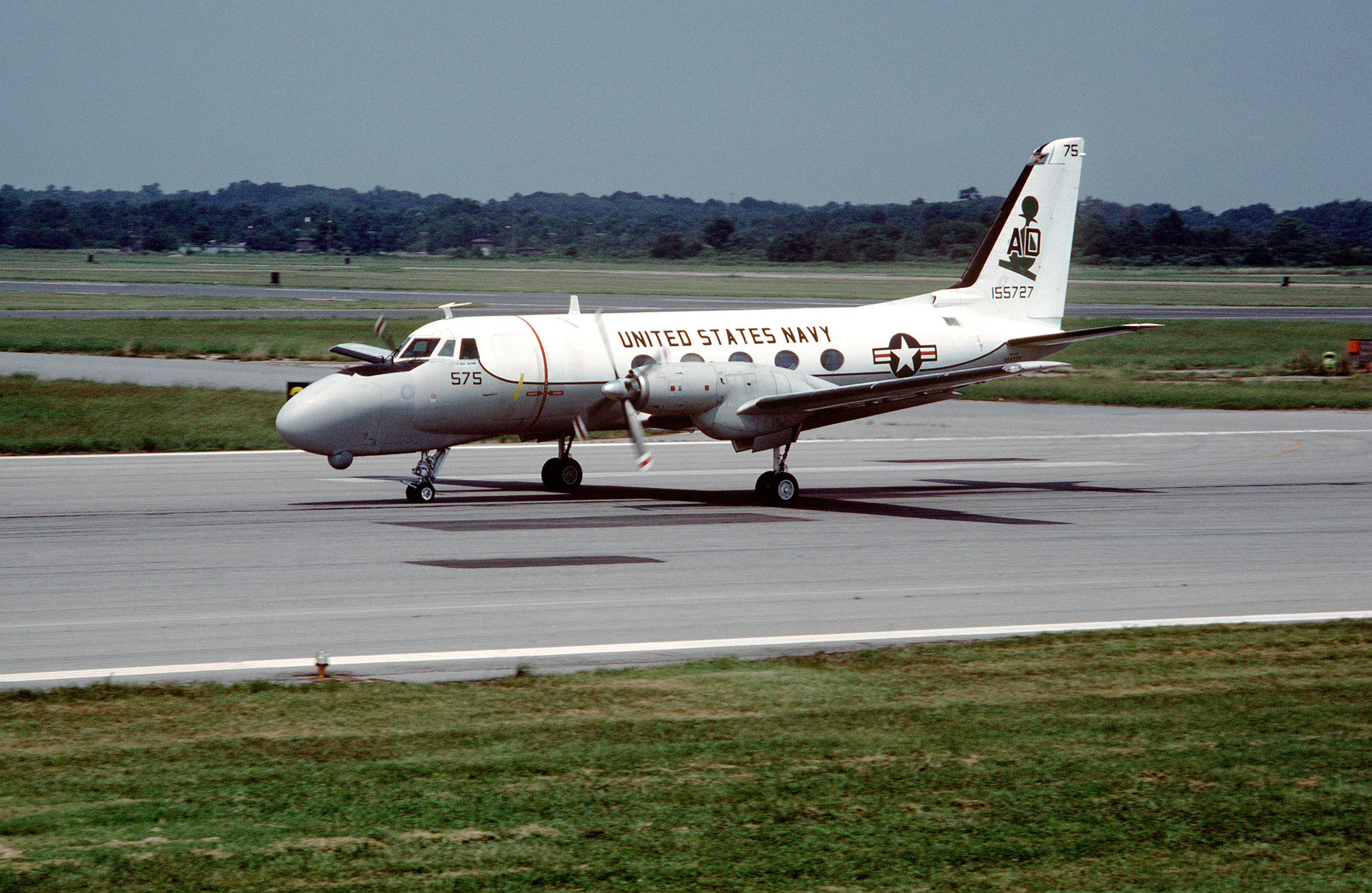
TC-4C Academe Военно-морских сил США (1989)

Венесуэла
 Греция
- Военно-воздушные силы Греции

 США
- Армия США
- Военно-морские силы США
- Береговая охрана США

### Гражданские эксплуатанты

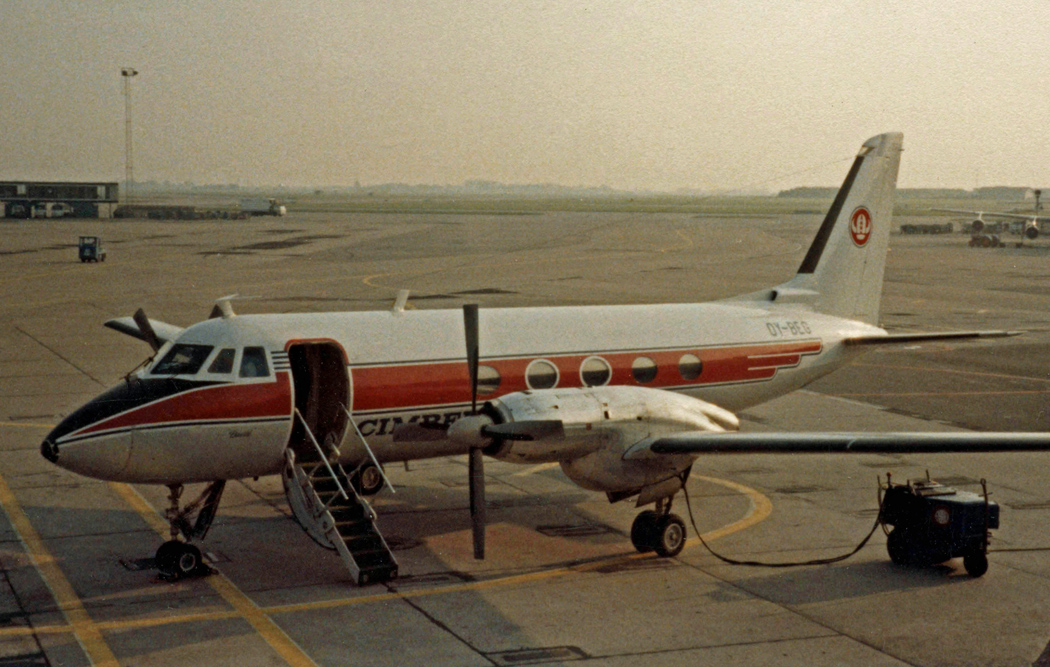
Gulfstream I авиакомпании Cimber Air в аэропорту Копенгагена (1981)

Дания
- Cimber Air

 ДРК
- Malu Aviation

 Габон
- Gabon Express

 Израиль
- Aeroel Airways

 Канада
- Propair
- Ptarmigan Airways
- Wardair

 Кения
- East African Safari Air
- Kenya Flamingo Airways

 Испания
- Seven Air

 Великобритания
- Aberdeen Airways
- Birmingham European Airways
- Birmingham Executive Airways
- British Airways
- Capital Airlines

 США
- Air North
- Air US
- Bonanza Air Lines
- Chaparral Airlines
- Coleman Air Transport
- NASA
- Phoenix Air
- Royale Airlines
- Scenic Air
- Southeast Airlines
- Susquehanna Airlines

 Франция
- Air Provence

## Потери самолётов
На 14 мая 2020 года по данным Aviation Safety Network было потеряно 30 самолётов данной модели. В авиакатастрофах погибло 38 человек.
| Дата          | Бортовой номер | Место катастрофы      | Жертвы | Краткое описание |
| ------------- | -------------- | --------------------- | ------ | --- |
| н.д.          | 5Y-JET         | Найроби               | 0/н.д. | Получил серьёзные повреждения после жёсткой посадки. Происшествие, предположительно, могло произойти между 2001 и 2005 гг. |
| 11.07.1967    | N861H          | 8 км от Ле-Сентер     | 2/2    | Перегрев обоих двигателей вызвал пожар, а затем взрыв, в результате которого самолёт потерял управление и разбился. |
| 25.07.1967    | N205M          | Гаррисберг            | 0/8    | Выкатился за пределы ВПП во время сильного дождя. |
| 11.07.1975    | N71CR          | Даллас                | 0/9    | Совершил жёсткую посадку во время непогоды. |
| 15.10.1975    | 155723         | Черри Пойнт           | 9/9    | Разбился сразу после взлёта из-за технических неполадок. |
| 24.09.1978    | N91G           | Хьюстон               | 0/20   | Отказ двигателя. Совершил жёсткую посадку. |
| 15.07.1983    | N68TG          | Джонсон-Сити          | 0/2    | Выкатился за пределы ВПП из-за отказа тормозом, врезался в насыпь и загорелся. |
| 31.05.1985    | N181TG         | Нашвилл               | 2/2    | Разбился во время взлёта из-за отказа двигателя. |
| сентябрь 1985 | N720X          | Аризона               | н.д.   | Потерян при невыясненных обстоятельствах. Использовался для контрабанды наркотиков. |
| май 1988      | XB-CIJ         | Юкатан                | 0/н.д. | Совершил жёсткую посадку. |
| июнь 1988     | YV-121CP       | [[Кабимас\| Кабимас]] | 0/н.д. | Получил серьёзные повреждения после столкновения с коровой. |
| 13.11.1988    | N750BR         | Нидернберг            | 0/2    | Совершил аварийную посадку на поле после остановки двигателей, вызванной некачественным топливом. |
| декабрь 1989  | HK-3330X       | Панама                | 0/0    | Уничтожен в ходе вторжения США в Панаму. |
| 05.02.1990    | HK-3315        | Ибаге                 | 15/15  | Столкновение с горой. |
| 02.05.1990    | HK-3316X       | Монтерия              | 0/6    | Выкатился за пределы ВПП. |
| 23.08.1990    | N80RD          | Хьюстон               | 3/15   | Разбился при взлёте из-за потери мощности одного двигателя, вызванной неисправностью топливного насоса. |
| 11.10.1990    | XB-ESO         | Сакапу                | 0/13   | Выкатился за пределы ВПП и врезался в деревья. |
| 22.06.1992    | I-MDDD         | Пантеллерия           | 0/18   | Прерванный взлёт. Сошел с полосы во время сильного бокового ветра и получил серьёзные повреждения. |
| 28.06.1994    | F-GIIX         | Лион                  | 0/27   | Сгорел после жёстко посадки. |
| 02.08.1996    | N190LE         | Луби                  | 0/2    | Совершил жёсткую посадку. |
| 19.11.1996    | C-GPTA         | Торонто               | 0/0    | Сгорел во время технического обслуживания. |
| 19.02.1998    | 5Y-BMR         | Могадишо              | 0/23   | Выкатился за пределы ВПП. |
| 19.07.2000    | C-GNAK         | 22 км от Линнеуса     | 2/2    | Разбился из-за отказа двигателя. |
| 28.07.2000    | C-GPTG         | Монреаль              | 0/2    | Совершил жёсткую посадку из-за проблем с шасси. |
| 24.01.2003    | 5Y-EMJ         | Бусиа                 | 3/12   | Разбился сразу после взлёта. На борту находились члены правительства, в том числе премьер-министр Кении Джордж Ханири. В катастрофе погибли два члена экипажа и министр труда Ахмад Мохаммед Халиф. Расследование показало, что самолёт был перегружен. Помимо этого, документы на самолёт были подделаны. На него устанавливались несертифицированные детали, а обслуживающий персонал для этого воздушного судна не был обучен и лицензирован. Самолёт был поврежден в нескольких авариях и подлежал списанию. |
| 26.09.2005    | н.д.           | Сан Андреас           | 0/0    | Уничтожен, так как использовался для нелегальной перевозки кокаина. |
| 13.02.2006    | YV-903CP       | Эль-Петен             | 2/2    | Пропал. Использовался для контрабанды наркотиков. |
| 03.06.2006    | N183K          | Некокли               | н.д.   | Борт использовался для контрабанды наркотиков. Атакован колумбийскими войсками. Совершил вынужденную посадку. Экипаж скрылся. |
| 20.06.2012    | 9Q-CIT         | Пвето                 | 0/н.д. | Совершил жёсткую посадку. |
| 22.03.2013    | 9Q-CTC         | Джолу                 | 0/6    | Потерпел аварию из-за плохого состояния полосы. |

## Тактико-технические характеристики[1]

### Технические характеристики
- Экипаж: 2 человека
- Пассажировместимость: 10-24 человек
- Длина: 19,43 м
- Размах крыла: 23,93 м
- Высота: 6,93 м
- Площадь крыла: 56,70 м²
- Масса пустого: 9 934 кг
- Максимальная взлётная масса: 15 921 кг
- Двигатели: 2× ТВД Rolls-Royce Dart 529
- Тяга: 2× 1 630 кВт

### Лётные характеристики
- Крейсерская скорость: 560 км/ч
- Практическая дальность: 4 088 км
- Практический потолок: 10 241 м
- Скороподъёмность: 9,7 м/с